# 1253 dans les croisades
- Mamelouks :  Chajar ad-Durr, Al-Muizz Izz ad-Dîn Aybak

Cette page regroupe les évènements concernant les Croisades qui sont survenus en 1253 :
- 18 janvier : mort d'Henri Ier, roi de Chypre. Son fils Hugues II lui succède sous la régence de sa mère, Plaisance d'Antioche[1].